# Elezioni regionali in Emilia-Romagna del 1970
Le elezioni regionali in Emilia-Romagna del 1970 si tennero il 7-8 giugno.

## Risultati elettorali
| Liste                                                    | Voti      | %     | Seggi |
| -------------------------------------------------------- | --------- | ----- | ----- |
| Partito Comunista Italiano (PCI)                         | 1.148.643 | 43,99 | 24    |
| Democrazia Cristiana (DC)                                | 672.755   | 25,76 | 14    |
| Partito Socialista Italiano (PSI)                        | 210.369   | 8,06  | 3     |
| Partito Socialista Unitario (PSU)                        | 195.925   | 7,50  | 3     |
| Partito Repubblicano Italiano (PRI)                      | 103.393   | 3,96  | 2     |
| Partito Socialista Italiano di Unità Proletaria (PSIUP)  | 99.993    | 3,83  | 2     |
| Partito Liberale Italiano (PLI)                          | 97.662    | 3,74  | 1     |
| Movimento Sociale Italiano (MSI)                         | 77.366    | 2,96  | 1     |
| Partito Democratico Italiano di Unità Monarchica (PDIUM) | 5.069     | 0,19  | -     |
| Totale                                                   | 2.611.175 |       | 50    |

| Riepilogo dei seggi | Riepilogo dei seggi | Riepilogo dei seggi | Riepilogo dei seggi | Riepilogo dei seggi | Riepilogo dei seggi | Riepilogo dei seggi |
| ------------------- | ------------------- | ------------------- | ------------------- | ------------------- | ------------------- | ------------------- |
|                     |                     |                     |                     |                     |                     |                     |
| PCI                 | 24                  | N/A                 |                     | PSIUP               | 2                   | N/A                 |
| PSI                 | 3                   | N/A                 |                     | PSU                 | 3                   | N/A                 |
| PRI                 | 2                   | N/A                 |                     | DC                  | 14                  | N/A                 |
| PLI                 | 1                   | N/A                 |                     | MSI-DN              | 1                   | N/A                 |

## Consiglieri eletti
| Collegio      | Lista                                           | Eletto                 |
| ------------- | ----------------------------------------------- | ---------------------- |
| Bologna       | Partito Comunista Italiano                      | Guido Fanti            |
| Bologna       | Partito Comunista Italiano                      | Enrico Gualandi        |
| Bologna       | Partito Comunista Italiano                      | Dante Stefani          |
| Bologna       | Partito Comunista Italiano                      | Giuseppe Campos Venuti |
| Bologna       | Partito Comunista Italiano                      | Luisa Santorelli       |
| Bologna       | Democrazia Cristiana                            | Emilio Rubbi           |
| Bologna       | Democrazia Cristiana                            | Gianfranco Galletti    |
| Bologna       | Democrazia Cristiana                            | Fernando Felicori      |
| Bologna       | Partito Socialista Unitario                     | Gino Gabusi            |
| Bologna       | Partito Socialista Italiano                     | Silvano Armaroli       |
| Bologna       | Partito Liberale Italiano                       | Riccardo Artelli       |
| Bologna       | Movimento Sociale Italiano                      | Edmondo Martinuzzi     |
| Bologna       | Partito Socialista Italiano di Unità Proletaria | Adamo Vecchi           |
| Ferrara       | Partito Comunista Italiano                      | Radames Stefanini      |
| Ferrara       | Partito Comunista Italiano                      | Romano Punginelli      |
| Ferrara       | Partito Comunista Italiano                      | Giuseppe Ferrari       |
| Ferrara       | Democrazia Cristiana                            | Guido Zanardi          |
| Ferrara       | Partito Socialista Italiano                     | Renzo Santini          |
| Ferrara       | Partito Socialista Unitario                     | Giancarlo Guarelli     |
| Forlì         | Partito Comunista Italiano                      | Walter Ceccaroni       |
| Forlì         | Partito Comunista Italiano                      | Giorgio Ceredi         |
| Forlì         | Partito Comunista Italiano                      | Antonio Panieri        |
| Forlì         | Democrazia Cristiana                            | Giovannino Bianchi     |
| Forlì         | Democrazia Cristiana                            | Leonardo Melandri      |
| Forlì         | Partito Repubblicano Italiano                   | Libero Gualtieri       |
| Forlì         | Partito Socialista Italiano di Unità Proletaria | Mauro La Forgia        |
| Modena        | Partito Comunista Italiano                      | Germano Bulgarelli     |
| Modena        | Partito Comunista Italiano                      | Emilio Debbi           |
| Modena        | Partito Comunista Italiano                      | Osanna Menabue         |
| Modena        | Partito Comunista Italiano                      | Lanfranco Turci        |
| Modena        | Democrazia Cristiana                            | Ermanno Gorrieri       |
| Modena        | Democrazia Cristiana                            | Enrico Menziani        |
| Modena        | Partito Socialista Unitario                     | Lorenzo Scapinelli     |
| Parma         | Partito Comunista Italiano                      | Ferruccio Barberi      |
| Parma         | Partito Comunista Italiano                      | Fausto Bocchi          |
| Parma         | Democrazia Cristiana                            | Francesco Barbacini    |
| Parma         | Democrazia Cristiana                            | Giampaolo Usberti      |
| Parma         | Partito Socialista Italiano                     | Giuseppe Righi         |
| Piacenza      | Democrazia Cristiana                            | Giovanni Spezia        |
| Piacenza      | Democrazia Cristiana                            | Agostino Covati        |
| Piacenza      | Partito Comunista Italiano                      | Giancarlo Boiocchi     |
| Ravenna       | Partito Comunista Italiano                      | Sergio Cavina          |
| Ravenna       | Partito Comunista Italiano                      | Veniero Lombardi       |
| Ravenna       | Partito Comunista Italiano                      | Angelo Pescarini       |
| Ravenna       | Democrazia Cristiana                            | Natalino Guerra        |
| Ravenna       | Partito Repubblicano Italiano                   | Secondo Bini           |
| Reggio Emilia | Partito Comunista Italiano                      | Jone Bartoli           |
| Reggio Emilia | Partito Comunista Italiano                      | Giannetto Magnanini    |
| Reggio Emilia | Partito Comunista Italiano                      | Emilio Alfonso Severi  |
| Reggio Emilia | Democrazia Cristiana                            | Paride Bondavalli      |